# Edmund Paul Neumayer
Edmund Paul Neumayer, född 8 augusti 1908 i München, död 1 juli 1934 i Koncentrationslägret Dachau, var en tysk SA-man som mördades i samband med de långa knivarnas natt.

## Biografi
Neumayer, som var son till Aloys Neumayer och dennes hustru Franziska, född Hofmann, utbildade sig till frisör.
Den 15 november 1932 gick Neumayer med i Nationalsocialistiska tyska arbetarepartiet (NSDAP). I maj samma år hade han blivit medlem i Sturmabteilung (SA). År 1933 gick han över till Schutzstaffel (SS) och befordrades i november till Sturmmann. Senare anmodades han att återansluta sig till SA. I april året därpå kommenderades Neumayer till staben vid Oberste SA-Führung, som ledde och samordnade SA. Han gavs tjänstegraden SA-Rottenführer.
I slutet av juni 1934 befann sig Neumayer på Pension Hanselbauer i kurorten Bad Wiessee, där SA:s stabschef Ernst Röhm vilade upp sig. Adolf Hitler, som var Oberster SA-Führer, ringde till Röhm och bad denne att samla SA:s ledarskikt för en konferens i Bad Wiessee. Hitler, som misstänkte att Röhm skulle leda en statskupp, anlände på morgonen den 30 juni och lät SS gripa samtliga närvarande, även Neumayer. De gripna fördes till fängelset Stadelheim i München. Dagen därpå fördes Neumayer tillsammans med Erich Schiewek, Hans Schweighart och Max Vogel till koncentrationslägret Dachau av SS-officerarna Theodor Eicke och Michel Lippert. De fyra SA-männen arkebuserades av ett SS-kommando. Neumayer uteslöts postumt ur SA.